# Салтак'ял
Салтак'я́л (рос. Салтакъял, марій. Салтакъял) — село у складі Куженерського району Марій Ел, Росія. Адміністративний центр Салтак'яльського сільського поселення.

## Населення
Населення — 536 осіб (2010; 508 у 2002).
Національний склад (станом на 2002 рік):
- марійці — 74 %